# Евдаковское сельское поселение
Евдаковское сельское поселение — муниципальное образование в Каменском районе Воронежской области.
Административный центр — село Евдаково.

## Административное деление
Состав поселения:
- село Евдаково,
- хутор Ляпино,
- село Щербаково,
- хутор Ясеново.